# Ella Koon
Ella Koon (Papeete, 9 de julho de 1979) é uma atriz e cantora sino-taitiana.

## Discografia
- Original (2004)
- Ellacadabra (2005)
- Lose Sanity: 失常 (2006)
- Stages (2008)
- Being (2010)
- Take A Shine To... (2011)
- Wanna Be (2013)

## Filmografia
| Ano  | Título                         | Papel                  | Notas            |
| ---- | ------------------------------ | ---------------------- | ---------------- |
| 2000 | I Do                           | Michelle Chung         |                  |
| 2004 | My Sweetie                     | Sea Ko                 |                  |
| 2005 | Crazy N' the City              | Chris's ex-girlfriend  |                  |
| 2005 | Drink, Drank, Drunk            | "Big Sister" beer girl |                  |
| 2006 | The Shopaholics                | Ding Ding-dong         |                  |
| 2006 | Without Words                  | Snow Yip               |                  |
| 2006 | Undercover Hidden Dragon       | 36                     |                  |
| 2006 | Ice Age: The Meltdown          |                        | Tema de abertura |
| 2006 | The Heavenly Kings             |                        |                  |
| 2007 | Arthur and the Invisibles      |                        | Tema de abertura |
| 2007 | Kidnap                         | Shirley                |                  |
| 2007 | Muddy but Pure White           |                        |                  |
| 2008 | Playboy Cops                   | policewoman            |                  |
| 2009 | Look for a Star                | Chihuahua              |                  |
| 2009 | Short of Love                  | secretary              |                  |
| 2009 | Ice Age: Dawn of the Dinosaurs |                        | Tema de abertura |
| 2009 | Rebellion                      | undercover cop         |                  |
| 2010 | 72 Tenants of Prosperity       | Tin Mi Mi              |                  |
| 2010 | Here Comes Fortune             |                        |                  |
| 2010 | Just Another Pandora's Box     | Diao Chan              |                  |
| 2010 | Perfect Wedding                |                        |                  |
| 2010 | Merry-Go-Round                 | Merry / Young Eva      |                  |

| Ano  | Título                       | Papel         | Notas        |
| ---- | ---------------------------- | ------------- | ------------ |
| 2004 | Sunshine Heartbeat           | Doutora       | Protagonista |
| 2005 | The Zone                     | Gigi          |              |
| 2005 | Medical Detectives           | Suet          |              |
| 2005 | Revolving Doors of Vengeance | Lee Hoi-sum   |              |
| 2006 | Love a Flame                 | Siu Fong      |              |
| 2007 | Survivor's Law II            | Lily Suen     |              |
| 2008 | Dressage To Win              | cashier       | guest star   |
| 2008 | This is My Home              | Yip Gong-on   |              |
| 2009 | Rooms to Let                 | Bee           |              |
| 2010 | Rooms to Let 2010            | Bee           |              |
| 2011 | Only You                     | Siu Shuk-chu  |              |
| 2011 | Super Snoops                 | Chow Kui-yeuk |              |
| 2012 | Highs and Lows               | Ko Hei Suen   |              |